# Ибн аль-Бавваб
Абу-ль-Хасан Али ибн Хилал (араб. أبو الحسن علي بن هلال‎), более известный как Ибн аль-Бавва́б (араб. ابن البواب‎) — каллиграф и иллюстратор, живший во времена правления династии Буидов. Предположительно умер около 1022 года в Багдаде.

## Биография
Происходил из бедной семьи. Его имя буквально означает «Сын привратника». Изучал фикх и богословие, был очень благочестив, также об аль-Баввабе говорили, что он выучил Коран наизусть.
Изучал каллиграфию вместе с дочерью Ибн Муклы. Ибн аль-Бавваб овладел всеми шестью каллиграфическими стилями и улучшил их. Ещё при жизни достиг широкой славы и был легко узнаваем из-за своей длинной бороды. Ученики Ибн аль-Бавваба передали его стиль многим поколениям каллиграфов.
За всю жизнь аль-Бавваб создал 64 копии Корана. Одна из самых лучших этих копий была написана шрифтом райхан и хранилась в стамбульской мечети Лалели, другая — в расположенной в ирландском городе Дублин библиотеке Честера Битти. Последняя была преподнесена в дар османским султаном Селимом I. Ибн аль-Бавваб был признанным мастером каллиграфии, его школа каллиграфии просуществовала вплоть до падения Багдада перед натиском монголов — более двух веков после его смерти.

## Вклад
Одним из наиболее значительных достижений аль-Бавваба считается улучшение каллиграфического стиля аль-хатт аль-мансуб («пропорциональное письмо»). Также он внёс вклад в разработку таких стилей, как райхан, тауки, насх и мухаккак. Из всех копий Корана, созданных аль-Баввабом до наших дней сохранилась лишь одна. Это самая ранняя известная рукопись, написанная наклонным шрифтом на бумаге.